# Konzervativní judaismus
| Židé a judaismus |
| Židé • Judaismus • Kdo je Žid |
| Ortodoxní • Konzervativní (Masorti) Progresivní (Reformní - Liberální) • Ultraortodoxní Samaritáni • Falašové • Karaité                                                                                            |
| Etnické skupiny a jazyky |
| Aškenázové • Sefardové • Mizrachim Hebrejština • Jidiš • Ladino • Ge'ez • Buchori |
| Populace (vývoj) |
| Evropa • Amerika • Asie • Afrika • Austrálie |
| Náboženství |
| Bůh • Principy víry • Boží jména 613 micvot • Halacha • Noachidské zákony Mesiáš • Eschatologie |
| Židovské myšlení, filosofie a etika |
| Židovská filosofie Cdaka • Musar • Vyvolenost Chasidismus • Kabala • Haskala |
| Náboženské texty |
| Tóra • Tanach • Mišna • Talmud • Midraš Tosefta • Mišne Tora • Šulchan aruch Sidur • Machzor • Pijut • Zohar |
| Životní cyklus, tradice a zvyky |
| Obřízka • Pidjon ha-ben • Simchat bat • Bar micva Šiduch • Svatba • Ketuba • Rozvod (Get) • Pohřeb Kašrut • Židovský kalendář • Židovské svátky Talit • Tfilin • Cicit • Kipa Mezuza • Menora • Šofar • Sefer Tora |
| Významné postavy židovství |
| Abrahám • Izák • Jákob • Mojžíš Šalomoun • David • Elijáš • Áron Maimonides • Nachmanides • Raši Ba'al Šem Tov • Ga'on z Vilna • Maharal                                                                           |
| Náboženské budovy a instituce |
| Chrám • Synagoga • Ješiva • Bejt midraš Rabín • Chazan • Dajan • Ga'on Kohen (kněz) • Mašgiach • Gabaj • Šochet Mohel • Bejt din • Roš ješiva                                                                      |
| Židovská liturgie |
| Šema • Amida • Kadiš Minhag • Minjan • Nosach Šacharit • Mincha • Ma'ariv • Musaf |
| Dějiny Židů |
| starověk • středověk • novověk |
| Blízká témata |
| Antisemitismus • Gój • Holocaust • Izrael Filosemitismus • Sionismus Abrahámovská náboženství |
| z • d • e |

Konzervativní judaismus je vedle ortodoxního a reformního judaismu jedním z hlavních proudů současného judaismu. Tento směr je znám pod hebrejským názvem Masorti (מסורתי, tradiční). Masorti Olami je celosvětová zastřešující organizace konzervativního judaismu.
Konzervativní judaismus vznikl v první polovině 19. století v Evropě. Skutečného rozvoje dosáhl až v USA. Jedná se o kompromis mezi ortodoxním a reformním judaismem.

## Zachariáš Frankl – zakladatel
Zrod konzervativního judaismu je spojen se jménem česko-německého rabína Zachariáše Frankla (30. září 1801 – 13. únor 1875). Zachariáš Frankl se snažil o kompromis mezi tehdejším ortodoxním judaismem, který považoval za zkostnatělý a nevhodný pro moderní svět, a reformním judaismem, populárním především v Německu, jehož reformu považoval za příliš radikální. V roce 1845 se s reformním hnutím kvůli jeho postojům rozešel a v r. 1854 se stal hlavou Židovského teologického semináře ve Vratislavi (Das Jüdisch-Theologisches Seminar in Breslau). Tento seminář se stal prvním moderním vzdělávacím institutem zaměřeným na výuku tradičního judaismu ve spojení s moderním historicko-kritickým přístupem.
Ve svém díle Darchej ha-mišna („Cesty Mišny“) Frankl specifikoval cíle nového směru: těmi mělo být zachování židovských tradic, šabatu i hebrejštiny jako bohoslužebného jazyka, ale také otevření vývoje halachy modernímu světu a stále těžším podmínkám, se kterým se tradiční pojetí náboženství muselo potýkat. Zároveň propagoval i zapojení vědy a kritického přístupu při studiu Talmudu a dalších rabínských spisů. Svůj směr nazval obecným („katolickým“) nebo též „pozitivně-historickým“ judaismem. Po emigraci řady přívrženců Franklova pojetí před a po druhé světové válce do USA se ujal pod vlivem Solomona Schechtera název „konzervativní“.

## Rozvoj ve Spojených státech během 20. století
Pod vedením Solomona Schechtera bylo ustanoveno nové centrum konzervativního judaismu v USA. Schechter působil v letech 1902 – 1915 jako prezident Jewish theological seminary of America v New Yorku. Během tohoto období založil zastřešující organizaci konzervativních synagog v USA United synagogues of America, později rozšířenou na United synagogues of Conservative Judaism (USCJ).
Po druhé světové válce došlo k velké migraci židů z východní Evropy, kteří se po zkušenosti z holocaustu nechtěli vrátit do svých původních zemí. Nově příchozí pocházeli jak z východní Evropy, která byla tradiční baštou ortodoxního judaismu, tak i západní, kde převládaly spíše reformní tendence. Konzervativní judaismus se ukázal jako přijatelnou alternativou pro ty, kteří se pod dojmem válečných událostí chtěli vzdálit kultuře, ze které vzešli a na druhou stranu se nechtěli zříci zcela judaismu jako takového.

## Konzervativní judaismus ve světě
Nejvíce konzervativních židů žije v USA (cca 1,5 milionu). Konzervativní komunity najdeme v dalších 35 zemích světa, včetně Izraele, Argentiny, Mexika, Velké Británie, Francie, Německa, Maďarska nebo Ruska.
Konzervativní hnutí se na rozdíl od některých reformních nebo ortodoxních směrů od začátku profilovalo jako hnutí podporující sionismus a stát Izrael. Již od konce 50. let hnutí začalo působit v Izraeli, v r. 1979 pak byla ustanovena samostatná izraelská větev konzervativního judaismu, která poprvé použila název Masorti. Hnutí se soustředí na pomoc a výuku judaismu zvláště mezi imigranty ze zemí bývalého SSSR, východní Evropy a Etiopie.

### Hlavní vzdělávací instituce
Kromě Jewish theological seminary v New Yorku existují i další vzdělávací instituce konzervativního judaismu, např. Schechter Institute (hebrejsky מכון שכטר) nebo Conservative Yeshiva („Konzervativní ješiva“) v Jeruzalémě.

## Konzervativní judaismus v Česku
V Česku se k hnutí hlásí organizace Masorti Česká republika o.s., která je součástí celosvětové organizace konzervativních komunit Masorti Olami. Má asi 60 členů. Sídlem organizace je Praha. Rabínem komunity je Ronald Hoffberg z USA. Toto sdružení poskytuje vzdělávací a kulturní programy, jejichž cílem je seznamovat českou židovskou veřejnost s hodnotami a myšlenkami konzervativního judaismu. Nabízí pravidelné přednášky o judaismu, oslavy šabatu a židovských svátků, debaty na různá témata a neformální programy pro mladé členy. O svých aktivitách pravidelně informuje na svých webových stránkách a ve svém týdenním zpravodaji.